# Instituto Histórico e Geográfico de Tiradentes
O Instituto Histórico e Geográfico de Tiradentes (IHGT) é uma entidade de utilidade pública municipal e estadual, criada em 1977 pela Prefeitura Municipal da cidade de Tiradentes (MG) e posteriormente emancipada como entidade autônoma com estatutos próprios, sendo uma das principais entidades de utilidade pública desse município. Seu objetivo é estudar a história local, proteger o patrimônio histórico, artístico, paisagístico, arqueológico, geográfico e cultural da região do Rio das Mortes. Custodia acervos documentais ligados à história local e promove concursos histórico-literários, seminários sobre história local e exposições de arte e documentos.

## Histórico
O Instituto Histórico e Geográfico de Tiradentes foi criado pelo Decreto Municipal nº 200, de 19 de janeiro de 1977 (sendo Prefeito Municipal o Dr. Josafá Pereira Filho), com parecer nº 2.230 favorável do Conselho Federal de Cultura em 16 de setembro de 1976. Posteriormente o IHGT tornou-se entidade autônoma, com a aprovação dos estatutos sociais. Foi declarado de utilidade pública municipal por meio da Lei Municipal nº374, de 15 de dezembro de 1977 e de utilidade pública estadual por meio da Lei estadual nº 11.764, de 17 de janeiro de 1993. 
Desde sua criação, mantém reunião ordinária mensal no terceiro domingo de cada mês e sessões solenes anuais em 19 de janeiro (aniversário do IHGT e da cidade de Tiradentes) e 21 de abril (dia de Tiradentes).

Cidade de Tiradentes, na qual funciona o IHGT.

## Instalações e acervo
O Instituto Histórico e Geográfico de Tiradentes funciona em sala do Sobrado Ramalho (imóvel histórico de Tiradentes pertencente ao IPHAN), cedida para tal fim. O Sobrado Ramalho, que possui esse nome por ter pertencido à família Ramalho, especialmente ao maestro Joaquim Ramalho (diretor da Orquestra e Banda Ramalho de 1900 a 1963), também abriga, além do IPHAN e do IHGT, a sede da Sociedade dos Amigos de Tiradentes e a Sociedade Orquestra e Banda Ramalho (SOBR).
O IHGT possui biblioteca, o arquivo Fernand Jouteux, o arquivo da coletoria estadual (1890-1972), arquivo de fotografias e obras de arte, como o quadro representando a Justiça, Deusa Astréia (1824), de Manoel Victor de Jesus, Cabeça de Tiradentes (1894) de Alberto Delpino e um oratório com crucifixo, provenientes da sala de júri do fórum de Tiradentes. A mesa de reuniões, de 1890, também provém do antigo Fórum.

O IHGT possui 27 cadeiras de sócios efetivos, 50 de sócios correspondentes e 20 de sócios honorários.

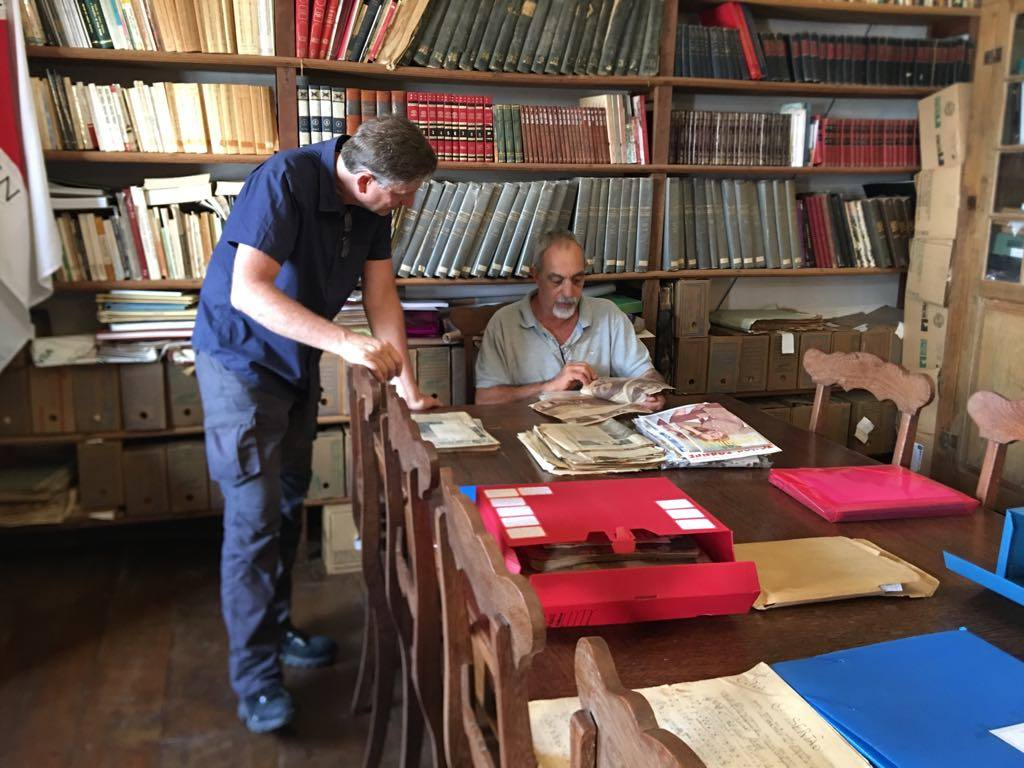
Olinto Rodrigues dos Santos Filho com Paulo Castagna, junto ao arquivo Fernand Jouteux, no Instituto Histórico e Geográfico de Tiradentes (IHGT).

## Institutos históricos e geográficos do Brasil
Os institutos históricos e geográficos do Brasil foram as principais instituições brasileiras de pesquisa, memória, difusão do conhecimento sobre história e geografia do país, constituição e proteção de acervos históricos anteriores à criação das universidades, arquivos históricos, institutos de pesquisa e periódicos científicos no século XX. Sucederam as academias literárias do Brasil que existiram no século XVIII e primeira metade do século XIX (algumas das quais tiveram a finalidade de construir histórias da América Portuguesa) e somaram-se às sociedades científicas fundadas no Brasil no século XX.
Os primeiros institutos históricos e geográficos do Brasil foram o Instituto Histórico e Geográfico Brasileiro (Rio de Janeiro, 1838), o Instituto Arqueológico Histórico e Geográfico Pernambucano (Recife, 1862) e o Instituto Histórico e Geográfico de Alagoas (Maceió, 1869) e o primeiro periódico publicado por esse tipo de instituição foi a Revista do Instituto Histórico e Geográfico Brasileiro, originalmente denominada Revista Trimestral do Instituto Histórico e Geográfico Brasileiro. A partir de então surgiram, no Brasil, dezenas de institutos históricos e geográficos, representando províncias/estados ou municípios, além de instituições congêneres relacionadas à história, geografia, genealogia e cultura.
Ao longo do século XX, com o surgimento das universidades e instituições governamentais de pesquisa, os institutos históricos e geográficos do Brasil perderam a hegemonia do conhecimento nessas áreas, porém tornaram-se importantes instituições de pesquisa, memória e difusão do conhecimento sobre história e geografia de municípios e estados brasileiros, somando-se às universidades nessa tarefa.
A partir do final do século XX, os institutos históricos e geográficos do Brasil passaram a ter maiores dificuldades em sua manutenção, por depender principalmente do seu patrimônio, da contribuição dos seus associados e do apoio de outras instituições. Por isso, alguns sistemas de governo da atualidade estão criando formas de proteção aos institutos históricos e geográficos estaduais ou municipais, como é o caso do Estado de São Paulo, que aprovou em 2019 um auxílio aos seus institutos históricos e geográficos. Além disso, já existe uma mobilização de tais instituições do Brasil, no sentido de criar uma rede de integração e colaboração, visando seu fortalecimento, desenvolvimento, compartilhamento de soluções e adaptação aos modos de vida no século XXI.